# Xã Veblen, Quận Marshall, Nam Dakota
Xã Veblen (tiếng Anh: Veblen Township) là một xã thuộc quận Marshall, tiểu bang Nam Dakota, Hoa Kỳ. Năm 2010, dân số của xã này là 196 người.